# Ernest Domínguez i Hernàndez
Ernest Domínguez i Hernàndez (Móra d'Ebre, 9 de març de 1941) fou un futbolista català de les dècades de 1960 i 1970. Va ser internacional amb la selecció catalana i amb la selecció espanyola.

## Trajectòria
Davanter que de ben jove destacà al futbol base del FC Barcelona, arribant a ser internacional amb Espanya en categories inferiors. El 1959-60 jugà al CD Comtal, filial blaugrana, però no arribà a ingressar al primer equip barcelonista.
El 1960 fou fitxat per l'Espanyol, amb qui jugà 37 partits a primera divisió. El 1962, coincidint amb el descens de l'Espanyol a Segona, marxà al Llevant UE, que també jugava a Segona. Al club granota disputà 4 temporades, fins al 1966, amb bones actuacions. Aconseguí ascendir a Primera i arribà a jugar un partit amb la selecció espanyola l'1 de desembre de 1963, a València, en una derrota davant Bèlgica per 1 a 2.
Domínguez fou l'autor del primer gol del Llevant a primera divisió, un 15 de setembre de 1963 a l'estadi de Sarrià. Entre 1966 i 1971 disputà 5 temporades més al RCD Mallorca, una d'elles a primera divisió. Amb la selecció catalana disputà un partit el 1960 en el qual marcà dos gols.